# Marco Fábio Vibulano
Marco Fábio Vibulano (em latim: Marcus Fabius Vibulanus) foi um político da gente Fábia nos primeiros anos da República Romana eleito cônsul por duas vezes, em 483 e 480 a.C., com Lúcio Valério Potito e Cneu Mânlio Cincinato respectivamente. Foi pai de Quinto Fábio Vibulano.

## Biografia
Marco e seus irmãos, Cesão e Quinto, assumiram, entre os anos 485 e 479 a.C., um papel preponderante na jovem República Romana. A família dos Fábios era, naquele tempo, uma das mais importantes da cidade e, sob o comando dos três, atingiu o ápice de seu poder.

## Primeiro consulado (483 a.C.)
Depois de Quinto, que tornou os Fábios uma gente detestada pelo povo, e Cesão, cuja eleição acentuou ainda mais o ódio da plebe contra a família, em 483 a.C., os patrícios conseguiram eleger Marco Fábio justamente para enfrentar essa hostilidade. Seu colega, Lúcio Valério Potito, era também muito odiado, pois foi um dos questores que haviam acusado e mandado executar o popularíssimo cônsul plebeu Espúrio Cássio Vecelino.
No mesmo ano, os tribunos da plebe lutaram para que fosse votada a reforma agrária (Lex Cassia agraria) favorável à plebe, mas o Senado era contrário à doação de terras públicas e os cônsules foram radicalmente contra. Pelo relato de Dionísio de Halicarnasso, a plebe instigou Caio Mânio, um dos tribunos, a se opor ao alistamento de novos soldados enquanto o Senado não nomeasse e estabelecesse a comissão que deveria cuidar da identificação das terras que seriam divididas entre os cidadãos romanos segundo havia sido combinado na época de Espúrio Cássio. Os cônsules conseguiram vencer a oposição do tribuno realizando o alistamento fora das muralhas da cidade, onde os tribunos não tinham nenhum poder.
A campanha militar contra os volscos prosseguiu durante o mandato de Fábio, a quem coube a defesa dos territórios aliados de Roma, enquanto Valério comandou o exército que invadiu o território volsco. Do ponto de vista militar, não houve resultados importantes durante seu mandato.
A esta situação ruim, somaram-se, quando Roma iniciou suas campanhas militares, presságios muito ruins obtidas pela interpretação das entranhas de animais sacrificados e do voo de pássaros, rapidamente explicados por alguma falta nos rituais religiosos obrigatórios. O único resultado prático deste medo da cólera divina foi a condenação à morte da vestal Ópia, que foi, segundo a tradição, enterrada viva, por ter violado seu voto de castidade.

### Segundo consulado (480 a.C.)
Em 480 a.C., Fábio foi eleito novamente, desta vez com Cneu Mânlio Cincinato.
Neste ano, Tibério Pontífice, um tribuno da plebe, propôs, como Espúrio Licínio no ano anterior, uma Lei Agrária tentando impedir com isso um novo alistamento militar, mas os senadores e cônsules conseguiram corromper alguns dos tribunos da plebe e realizaram o alistamento: era o início da guerra contra Veios pelo controle geral da Etrúria, que terminaria apenas em 476 a.C.
Os etruscos haviam se reunido em Veios e formaram um exército menos pela defesa da cidade e sim pela esperança de poderem aproveitar a oportunidade que se abriria com o avanço das lutas internas dos romanos. Com romanos e etruscos em seus respectivos acampamentos, os dois cônsules, temendo afrontar os exércitos aliados, evitaram o combate e seguraram suas forças. Os inimigos tentaram provocar o combate, insultando as tropas e provocando uma profunda sensação de raiva e uma crescente impaciência com a falta de uma resposta militar. Mais provocações exasperaram os soldados romanos a tal ponto de criar uma ameaça de motim entre os soldados; Marco Fábio convenceu Cneu Mânlio que era a hora de agir e jurou, perante os deuses romanos, que a batalha seria vencida sob pena de uma punição divina em caso de derrota.
A Batalha de Veios foi vencida por Marco Fábio, mas a um custo altíssimo, pois morreram no combate Quinto Fábio, seu irmão e cônsul dois anos antes, e depois o próprio Cneu Mânlio. Em sinal de profundo desgosto pela morte do irmão e do colega, Fábio não aceitou o triunfo reservado a ele pelo Senado.

### Guerra contra Veios (479 – 477 a.C.)
Em 479 a.C., junto com seu outro irmão, Cesão Fábio Vibulano, cônsul naquele ano, Fábio discursou no Senado para que o comando de todas as operações militares contra a cidade de Veios fosse entregue à sua família.
Os Fábios, depois de construírem uma fortaleza perto do rio Cremara, começaram a saquear todo o território de Veios, inclusive as mais distantes de Roma e que, até então, jamais haviam sido alvo de ataques romanos. O prejuízo foi enorme para os veios, que não conseguiram negociar com os Fábios, que dividiram suas forças em quatro unidades: uma delas foi encarregada da defesa da fortaleza e as outras três foram inteiramente dedicadas aos rápidos raides contra o território inimigo.
Em 478 a.C., os cônsules Lúcio Emílio Mamerco e Caio Servílio Estruto Aala, depois de receberem reforços de Roma, avançaram até a fortaleza dos irmãos sob o comando de Cesão Fábio Vibulano a mando do procônsul.
O combate contra os veios neste ano foi localizado por Lívio perto da fortaleza dos Fábios perto do rio Cremara.

#### Morte de Marco Fábio
Em 477 a.C., Marco Fábio lutou, como o principal expoente dos Fábios, contra os veios na Batalha de Cremera; os veios estavam organizados e montaram uma emboscada, soltando seus animais para parecer que haviam escapado; os Fábios, seguros de sua própria força e pensando em aniquilar os animais do inimigo, caíram na armadilha e sofreram uma pesada derrota na qual mais de trezentos membros da família foram mortos, inclusive o próprio Marco Fábio, o que quase extinguiu a gente Fábia; o único a salvar-se foi o filho de Marco, Quinto Fábio Vibulano, que havia ficado em Roma por ser muito jovem e que acabou dando origem à nova linhagem dos Fábios, que alcançou o consultado mais três vezes e o decenvirato outras duas.